# Ceromya microcera
Ceromya microcera là một loài ruồi trong họ Tachinidae.